# NGC 3016
NGC 3016 je galaksija u zviježđu Lavu.

## Vanjske poveznice
- SEDS: NGC 3016